# Flit
Flit är dygden av hårt arbete, och motsatsen till lättja. Flit brukar räknas som en viktig dygd i protestantisk kristendom, se protestantisk arbetsmoral, men är inte listad som en av de sju himmelska dygderna. Den är ett tecken på arbetsmoral, tron att arbete är bra i sig.

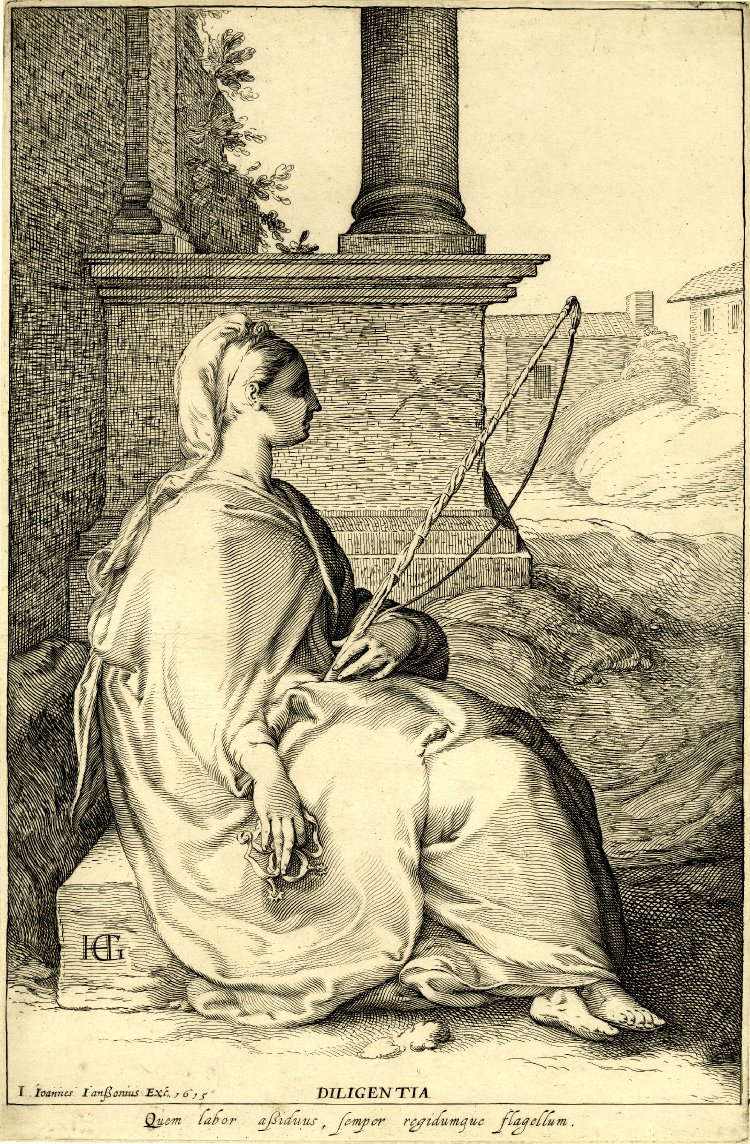
Flit. Piskan och sporrarna betecknar en drivkraft att ständigt gå framåt med sina medel.

"Det finns en evig ädelhet, ja till och med helighet, i arbetet. Om han aldrig var så förtvivlad, glömsk sin höga kallelse, finns det alltid hopp hos en man som verkligen och på allvar arbetar: bara i sysslan finns en evig förtvivlan." — Thomas Carlyle

## Olika sammanhang

### Hos studenter
Bernard et al. tyder på att flit hos elever definieras som den ansträngning de lägger på en balanserad och holistisk utveckling i mentala, fysiska, sociala och andliga dimensioner. De finner att det korrelerar med akademiska prestationer, särskilt för yngre elever, och att stödet från föräldrar och lärare uppmuntrar eleverna att vara flitiga. Andra faktorer som uppmuntrar elevernas flit är motivation, disciplin, koncentration, ansvar och hängivenhet.

### Inom buddhismen
Buddhas sista ord var: "Sträva vidare med flit." Flit är en integrerad del av all buddhistisk undervisning, och anses vara den fjärde av pāramitā. I Mahayana-traditionen är flit den tredje pāramitā och den första som sägs leda till befrielse, och det sägs att dess utövande medför en ökning av egenskaper.

### Inom kristendomen
I kristendomen är flit strävan att göra sin del samtidigt som man behåller tro och tillit till Gud. Med andra ord, flit och tro är två sidor av ett mysterium. Man vet inte hur, trots ens ansträngning, det hela går till, men flit, i kombination med tro, säkerställer andlig framgång. Flit som en av sju dygder beskriver noggrannhet, fullständighet och uthållighet i en handling, särskilt när det gäller trosfrågor.
"Vi vill att var och en av er ska visa samma flit ända till slutet, för att göra ert hopp säkert. Vi vill inte att du ska bli lat, utan att efterlikna dem som genom tro och tålamod ärver det som utlovats." — Hebréerna 6:11–12

### Inom islam
"Den människan kan inte ha annat än det hon strävar efter; Att (frukten av) hans strävan snart kommer i sikte: Då kommer han att belönas med en fullständig belöning." — Koranen,
Surah At-Taubah, vers 105:
Och säg (till dem): "Agera! Allah kommer att se era handlingar, och (så kommer) Hans budbärare och de troende, och ni kommer att föras tillbaka till Vetenskapen om det Osynliga och det Synliga, och Han kommer att berätta för er vad ni brukade göra." — Koranen: 9–105,

### Inom hinduismen
Enligt Brian Hatcher kräver hinduismens föreskrifter att en person upptäcker och lever ett dharmiskt liv, där de lever med rätt avsikt med flit och med omsorg om andras välbefinnande. Hinduerna firar Diwali, en ljusfest, där gudinnan Lakshmi (även kallad gudinnan Sri) dyrkas, som symboliserar grundlig förberedelse, organisation, flit och ärlighet. Hinduer anser att dessa egenskaper är väsentliga för framgång och Shubh Labh (etisk vinst).
"Den som så utför – flitig, nöjd – det arbete som tilldelats honom, vad det än är, håller fast vid fullkomlighet!" — Gita 18:45,

## Due diligence
Due diligence är mängden aktsamhet som krävs för att undvika vårdslöshet i yrkesverksamhet. Det uppstår vanligen vid större förvärv där den juridiska principen om caveat emptor ("låt köparen akta sig") kräver att köparen gör noggranna förfrågningar om fastigheten eller tjänsten som säljs.